# LaTasha Jenkins
LaTasha Jenkins (* 19. Dezember 1977 in Chicago) ist eine ehemalige US-amerikanische Leichtathletin, deren Spezialdisziplin der 200-Meter-Lauf war.

## Sportliche Erfolge
Ihren größten sportlichen Erfolg feierte Jenkins bei den Leichtathletik-Weltmeisterschaften 2001 in Edmonton. Ursprünglich mit ihrer Zeit von 22,85 s den vierten Rang vier belegend, wurde Jenkins nach der nachträglichen Disqualifikation von Marion Jones und Kelli White wegen Dopings mit der Silbermedaille ausgezeichnet. Sie lag in der endgültigen Wertung hinter Debbie Ferguson (22,52 s) von den Bahamas.
Gemeinsam mit Ferguson war Jenkins 2001 zudem Weltjahresbeste im 200-Meter-Lauf.
Im gleichen Jahr gewann Jenkins bei den Hallenweltmeisterschaften in Lissabon in persönlicher Hallenbestzeit (22,96 s) ebenfalls Silber, wobei sie sich nur der Jamaikanerin Juliet Campbell (22,64 s) geschlagen geben musste.
Gemeinsam mit LaTasha Colander, Nanceen Perry und Marion Jones ist Jenkins seit April 2000 Weltrekordlerin in der nichtolympischen 4-mal-200-Meter-Staffel (1:27,46 min).

## Dopingvorwurf
2006 wurde sie bei einer Dopingkontrolle in Belgien positiv auf Nandrolon getestet und gesperrt. Die Sperre musste im Jahr 2007 aufgehoben werden, weil A- und B-Probe in zwei verschiedenen Labors mit unterschiedlichen Testverfahren analysiert wurden, obwohl beide Nandrolon nachwiesen.

## Bestzeiten
- Halle
  - 60-Meter-Lauf: 7,43 s (2003)
  - 200-Meter-Lauf: 22,96 s (2001)
- Freiluft
  - 100-Meter-Lauf: 11,02 s (2001)
  - 200-Meter-Lauf: 22,29 s (1999)
  - 400-Meter-Lauf: 52,95 s (2002)[3]

## Sonstiges
Bei einer Körpergröße von 1,70 m betrug ihr Wettkampfgewicht 55 kg.